# Getaway Special

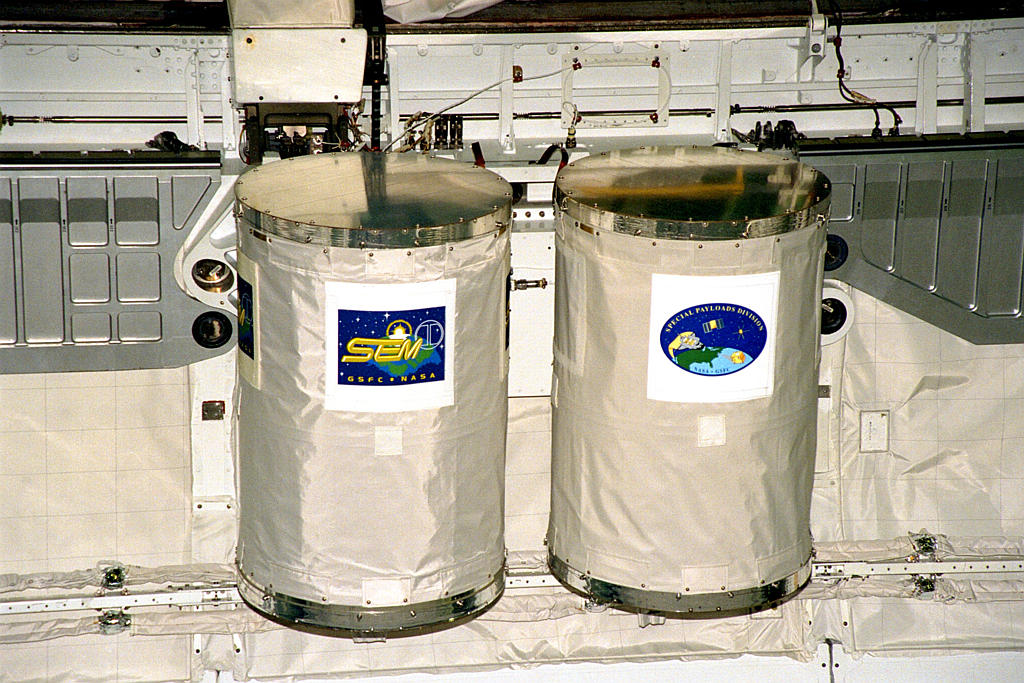
Dois recipientes do Getaway Special (GAS), a bordo da STS-91.

O Getaway Special (GAS) foi um programa da NASA que ofereceu a indivíduos ou grupos interessados, oportunidades de enviar pequenos experimentos a bordo do ônibus espacial. Durante os 20 anos do programa, mais de 170 experimentos individuais foram enviados.
Esse programa, conhecido pela NASA internamente como: Small, Self-Contained Payloads Program, foi cancelado depois do Acidente do ônibus espacial Columbia em 1 de fevereiro de 2003.